# Rochelle Redfield
Pour les articles homonymes, voir Redfield.
 (janvier 2014).
Rochelle Gail Redfield, née le 20 juillet 1962 à Dallas, est une actrice américaine.

## Biographie
Mannequin et actrice, Rochelle Redfield s'expatrie en Europe et débute au cinéma en Italie où elle tient le rôle féminin principal du film A me mi piace. Elle s'installe ensuite en France, où elle se fait connaître en jouant dans la série télévisée Hélène et les Garçons. Elle y incarne Johanna, une jeune femme dont le caractère emporté fait bien souffrir son petit ami Christian (surnommé Cri-Cri d’amour ; joué par Sébastien Roch).
Elle quitte la série en 1994 pour des raisons familiales et après divers conflits avec Jean-Luc Azoulay, l'auteur de la série ; elle ne reprend donc pas son rôle de Johanna dans Le Miracle de l'amour en 1995, mais le reprend néanmoins deux ans plus tard dans Les Vacances de l'amour de 1997 à 2004, puis dans Les Mystères de l'amour en 2011 (durant quelques épisodes des saisons 1, 4 et 5). Entretemps, elle accepte l'un des rôles principaux d'une autre sitcom d'AB1 : L'un contre l'autre. Durant la saison 1999- 2000, elle joue dans plusieurs épisodes de la série Cap des Pins le rôle d'Eve, une libraire.
En 2013, elle fait son grand retour dans la saison 5 des Mystères de l'amour et dans la série Dreams. En 2015, après avoir fait sa dernière apparition dans l'épisode 15 de la saison 5 de Les Mystères de l'amour, elle fait son grand retour dans la saison 10 à partir de l'épisode 21.
Elle a écrit en 2006 un livre pour enfants, Animabcdaire, qu'elle a elle-même illustré.
Elle est  mère de quatre enfants, Austin, Cameron, Cole et Logan.

## Filmographie

### Cinéma
- 1985 : A me mi piace : Marion
- 2002 : Fais-moi des vacances : la belle Anglaise
- 2003 : Le Pharmacien de garde : Alice Mortensen
- 2003 : Chouchou : la touriste américaine
- 2004 : Immortel, ad vitam : Schneider
- 2006 : Madame Irma de Didier Bourdon et Yves Fajnberg : l'Américaine

### Télévision
- 1992-1994 : Hélène et les Garçons : Johanna McCormick
- 1995 : Les Garçons de la plage : Anna (épisodes 31 à 34)
- 1996 : Jamais deux sans toi...t : Sharon (épisode 26)
- 1996 : L'Un contre l'autre : Gin
- 1996 : Une femme explosive : la touriste américaine
- 1997 : Highlander : Margo (épisode Black Tower)
- 1997-2007 : Les Vacances de l'amour : Johanna McCormick (saisons 2 à 5)
- 1999 : L'Immortelle : Lauren Wolfe (épisode The Ex-Files)
- 1999-2000 : Cap des Pins : Eve
- 2000 : Code Eternity : Sylvia Deschamps (épisode Régénération (Project Midas))
- 2000 : Dark Realm : Marlen (épisode She's the One)
- 2000 : L'ami de Patagonie : Alison
- 2001 : Sydney Fox, l'aventurière : la décoratrice (saison 2, épisode 1)
- 2001 : À bicyclette : Alisson
- 2001 : Largo Winch ép. The Hunted : Céline Duquette
- 2002 : L'Instit : Julie Johnson (épisode Carnet de voyage)
- 2005 : Mademoiselle Joubert : Jenny Malerbe (épisode Le nouveau)
- 2006 : Sous le soleil : Léna (épisode Jamais sans mon fils)
- 2008 : Le Nouveau Monde : Dorothy
- 2011-2022 : Les Mystères de l'amour : Johanna McCormick (saisons 1, 4, 5, 10, 11, 12, 13, 15, 16, 17,21 et 29)
- 2013 : Dreams : 1 Rêve 2 Vies : Mary

### Jeux vidéo
- 1996 : Hardline : Catherine